# Charles E. Pierce
Charles Pierce, född 1920 i Haverhill, Massachusetts, död 18 februari 1999 var en amerikansk mördare som åtalades och dömdes till livstids fängelse 1980 för mord.
Det var den 22 november 1969 som Pierce kidnappade, ströp och våldtog den då 13-åriga Michelle Wilson, från Boxford i Massachusetts. Han kom vid rättegången att gå under namnen ”The Haverhill drifter” och ”The Boxford monster”, för sitt brutala dåd och misstanken om betydligt fler, dylika brott som inte gått att bevisa.
Vid sin dödsbädd bekände han morden på en flicka och en pojke i Lawrence, Massachusetts, i mitten av 1950-talet. Pierce nämnde aldrig några namn vid sin bekännelse, men i media har namnen Andy Puglisi och Janice K. Pockett cirkulerat. Det var emellertid i så fall frågan om senare brott, för dessa barn försvann först 1976 och 1973.